# Schronisko PTT „Beskid Śląski” na Kozubowej

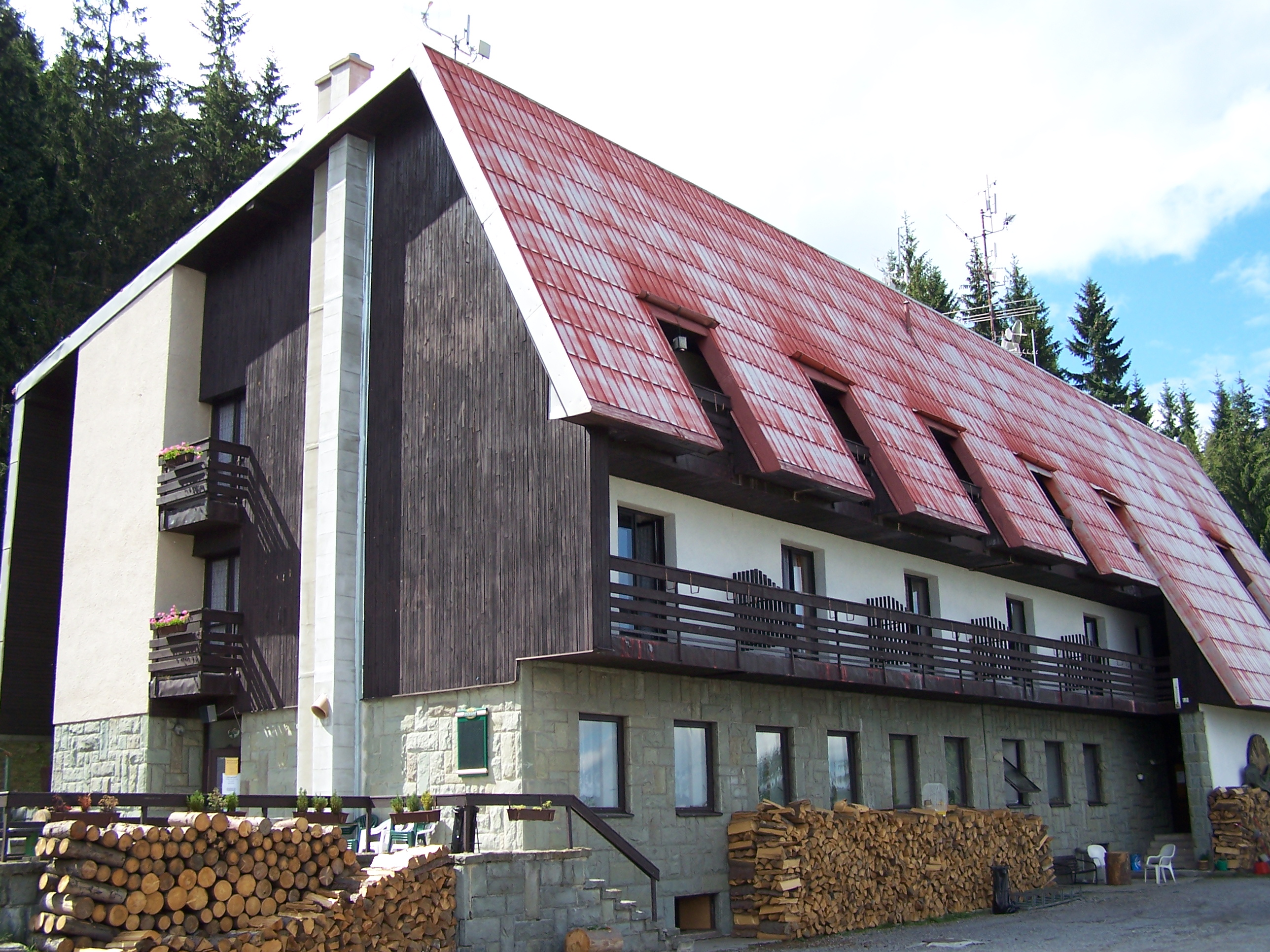
Obecny hotel górski na Kozubowej

Schronisko PTT „Beskid Śląski” na Kozubowej – nieistniejące górskie schronisko turystyczne Polskiego Towarzystwa Turystycznego „Beskid Śląski” z siedzibą w Orłowej, zlokalizowane w Beskidzie Morawsko-Śląskim, na Kozubowej (obecnie w Czechy).

## Tło historyczne
Po podziale w 1920 Śląska Cieszyńskiego wzdłuż rzeki Olzy oraz grzbietu Czantoria-Stożek zamieszkali na Zaolziu członkowie byłego Polskiego Towarzystwa Turystycznego „Beskid” utworzyli w 1922 Polskie Towarzystwo Turystyczne „Beskid Śląski” z siedzibą w Orłowej. Zdając sobie sprawę, że w terenie zdominowanym turystycznie przez Czechów i Niemców, jedyną realną szansą rozwijania polskiej turystyki była budowa własnego schroniska w górach, działacze nowego towarzystwa podjęli początkowo zamysł odbudowy spalonego w 1918 schroniska na Ropiczce. Ze względu jednak na kłopotliwy dojazd do parceli z odbudowy ostatecznie zrezygnowano, przystępując w zamian do poszukiwania lepszej lokalizacji pod nowe schronisko.

## Budowa schroniska
W marcu 1925 towarzystwo zakupiło od J. i P. Sikorów parcelę o powierzchni 8,2 tys. m² pod szczytem Kozubowej. W następnym roku wybudowano do niej drogę dojazdową. W 1927 uruchomiono własny łom piaskowca i rozpoczęto zwózkę kamienia, cegieł i drewna. Plany schroniska – na podstawie założeń i szkiców Władysława Wójcika i G. Zieliny – wykonał znany czeskocieszyński architekt Edward Dawid. Kierownikiem budowy został Jan Kisza z Ropicy. Kopanie fundamentów rozpoczęto latem 1928. W dniu 19 sierpnia 1928 odbyło się założenie uroczyście poświęconego kamienia węgielnego, a w końcu września schronisko nakryto już dachem. Prace wykończeniowe, rozpoczęte wiosną następnego roku, trwały jeszcze kilka miesięcy. Poświęcenie i oddanie schroniska do użytku miało miejsce w dniu 8 września 1929, w obecności kilku tysięcy osób. Na otwarcie sezonu letniego w następnym roku przybyli m.in. przedstawiciele Polskiego Towarzystwa Tatrzańskiego: dr Mieczysław Orłowicz i dr Emil Godlewski.
Głównym animatorem przedsięwzięcia był znany działacz oświatowy i społecznik Władysław Wójcik, inspektor polskich szkół w powiecie Czeski Cieszyn i jednocześnie prezes Zarządu PTT „Beskid”. Środki na budowę schroniska pochodziły ze składek i darowizn oraz pożyczki bankowej. Wydane zostały też specjalne „cegiełki” rozprowadzane nie tylko wśród polskiej ludności Zaolzia, ale i w środowiskach turystycznych polskich części Śląska Cieszyńskiego i Górnego. Pomocy, w kwocie po 2500 ówczesnych koron, udzieliły m.in. również oddziały Polskiego Towarzystwa Tatrzańskiego w Krakowie i w Katowicach. Ostatecznie koszt budowy schroniska wyniósł 482 tys. koron, zaś łączne wydatki na całe przedsięwzięcie, wraz z zakupem parcel, budową drogi itp. wyliczono na 736 tys. koron. Pierwszymi gospodarzami schroniska zostali państwo Rusnokowie z Trzyńca.
Obok znaczenia ściśle turystycznego, powstanie takiego obiektu miało również swoją głęboką wymowę ideologiczną: „...oto w czasie nasilania się kryzysu gospodarczego, w czasie trwania realizowanej przez czeskie władze akcji „reczechizacji” ludności Śląska Cieszyńskiego i w obliczu wrogiego nastawienia wielu Czechów do Polaków, społeczeństwo polskie potrafiło pokazać swoją jedność, wielkie zaangażowanie i konsekwencję w dążeniu do celu, a więc te cechy, których mu Czesi zwykle odmawiali”.

## Charakterystyka
Schronisko na Kozubowej było murowanym budynkiem na rzucie prostokąta, usytuowanym na wyraźnej pochyłości stoku, opadającego w kierunku wschodnim, ku źródliskom potoku Jasení i dalej ku dolinie Olzy. „Poza urządzeniami gospodarczemi, jak piwnice, kuchnia, lodownie, wodociąg, łazienki, magazyny, bufet - mieści w sobie budynek dwie jadalnie z werandą oszkloną, 13 pokoji sypialnych na 62 łóżek i trzy sypialnie zbiorowe na poddaszu. Pokoje sypialne i jadalne mają kaflowe piece do ogrzewania zimą dla narciarzy. Kondygnacyj ma budynek dwie, z poddaszem i podziemiem cztery”. Wskazywano wówczas, że poza Halą Gąsienicową „...żadne ze schronisk Tow. Tatrzańskiego nie stoi na poziomie Kozubowej, ani co do pojemności, ani trwałości, ani wewnętrznego urządzenia”. Obok schroniska wybudowano budynek gospodarczy, w którym urządzone zostały dwie nieogrzewane sypialnie letnie.

## Dzieje schroniska
Od pierwszych dni funkcjonowania schronisko na Kozubowej stało się ulubionym miejscem spotkań Polaków z Zaolzia. Latem spotykali się tu uczestnicy rajdów i wycieczek pieszych, zimą – uczestnicy kursów i zawodów narciarskich. 18 stycznia 1937 w schronisku miał metę wielki narciarski „Zjazd gwiaździsty”, w którym wzięło udział 60 drużyn z różnych polskich organizacji zaolziańskich. Dodatkową atrakcją stała się wybudowana w 1936 powyżej schroniska kamienna kaplica poświęcona św. Annie. Z galeryjki na wieży rozciągał się rozległy widok na góry w otoczeniu doliny Olzy.
Po zajęciu Zaolzia przez Polskę, decyzją wojewody śląskiego Michała Grażyńskiego ze stycznia 1939, w ramach scalania tamtejszych organizacji społecznych z odpowiednimi polskimi organizacjami, Polskie Towarzystwo Turystyczne „Beskid Śląski” przyłączono do Polskiego Towarzystwa Tatrzańskiego. Majątek zlikwidowanych oddziałów „Beskidu Śląskiego” przeszedł na własność PTT. Schronisko na Kozubowej utrzymało w swym zarządzie nowo powstałe koło PTT w Orłowej.
Już jednak we wrześniu 1939, po wybuchu II wojny światowej i zajęciu Śląska Cieszyńskiego przez nazistowskie Niemcy, działalność PTT jak i wszystkich podobnych organizacji została zakazana, a ich majątek skonfiskowany. Beskidzkie schroniska – w tym i Kozubowa - przeszły pod przymusowy zarząd powołanego w 1940 w Cieszynie Głównego Związku Beskidzkiego (Beskidenhauptverein in Teschen), który podporządkowano centralnemu związkowi w Rzeszy (Reichsverband der Deutschen Gebirgs- und Wandervereine). Dzięki temu, że Kozubowa właściwie aż do zakończenia działań wojennych pozostawała na zapleczu frontu, schronisko wyszło z wojny niezniszczone.
W kilka dni po zakończeniu II wojny światowej na podstawie dekretu nr 5 z dnia 19 maja 1945 zwrócono polskim organizacjom w Czechosłowacji ich majątki. Już jednak 7 stycznia 1946 schronisko na Kozubowej zostało objęte nadzorem przymusowym jako „majątek opuszczony”. Gdy w 1951 na podstawie ustawy nr 68/51 zlikwidowano polskie organizacje społeczne, oskarżane o faszyzm i szowinizm narodowy, ich majątki upaństwowiono. Schronisko na Kozubowej przez dłuższy czas pozostawało później w gestii państwowego przedsiębiorstwa gastronomicznego „Restaurace a jídelny” z Frydka-Mistka.

## Pożar
Na początku lutego 1973 w schronisku mieszkali uczestnicy młodzieżowego kursu narciarskiego z Brna. W dniu 9 lutego w godzinach rannych zauważyli oni dym wydobywający się z poddasza budynku. Wkrótce potem buchnęły płomienie. Próby likwidacji pożaru za pomocą gaśnic nie dały rezultatu i po krótkim czasie cały budynek stał w płomieniach. Do czasu, gdy zaśnieżoną, górską drogą dotarły tu jednostki straży pożarnej spłonęła połowa budynku wraz dachem oraz weranda. Ofiar w ludziach nie było.
Przyczyną pożaru była wadliwa od chwili budowy konstrukcja komina, odprowadzającego dym z restauracji i pieca kuchennego. Pożar zaczął się od drewnianej belki konstrukcji dachowej, zamurowanej w ścianie zmurszałego, popękanego po latach, rozgrzanego komina.
Władysław Młynek uratował z ruin tablicę pamiątkową poświęconą Władysławowi Wójcikowi (zainstalowaną na ścianie schroniska w 1967 z inicjatywy Zarządu Głównego Polskiego Związeku Kulturalno-Oświatowego), oryginalny kamień węgielny z 19 sierpnia 1929 oraz miedzianą puszkę z listą założycielską i podpisami ówczesnych działaczy Towarzystwa „Beskid Śląski”.
Częściowo spalone schronisko nadawało się do odbudowy. Pomimo szybkiej inicjatywy cenionego działacza zaolziańskiego Władysława Niedoby i prowizorycznego zabezpieczenia ruin, ówczesny właściciel schroniska (wspomniane „Restaurace a jídelny”) nie kwapił się jednak do jego odbudowy. W sierpniu 1983 rozpoczęto rozbiórkę pozostałości schroniska.
W latach 1984–1989 firma Kovona s.a. z Karwiny wybudowała w miejscu dawnego schroniska zakładowy obiekt wypoczynkowy. Działa on obecnie (2014) w formie ogólnodostępnego hotelu górskiego.